# Цветочненское сельское поселение
Цветочненское се́льское поселе́ние (укр. Цвіточненське сільське́ посе́лення, крымскотат. Янъы Бурулча кой юрту, Yañı Burulça köy yurtu) — муниципальное образование в Белогорском районе Республики Крым России.
Административный центр — село Цветочное.

## География
Расположено в западной части Белогорского района, на стыке степной зоны Крыма и предгорий Крымских гор, в средней части долины реки Бурульча.

## Население
| 2001  | 2014  | 2015  | 2016  | 2017  | 2018  | 2019  |
| ----- | ----- | ----- | ----- | ----- | ----- | ----- |
| 3249  | ↗3361 | ↗3363 | ↗3384 | ↗3411 | ↗3458 | ↗3497 |
| 2020  | 2021  |       |       |       |       |       |
| ↗3544 | ↗3827 |       |       |       |       |       |

## Состав
В состав сельского поселения входят 2 населённых пункта:
| № | Населённый пункт | Тип населённого пункта       | Население |
| - | ---------------- | ---------------------------- | --------- |
| 1 | Цветочное        | село, административный центр | ↗3000     |
| 2 | Долиновка        | село                         | ↗827      |

## История
В советское время был образован Цветочненский сельский совет. На 15 июня 1960 года он также включал два села (Цветочное и Долиновка).
Статус и границы Цветочненского сельского поселения установлены Законом Республики Крым от 5 июня 2014 года № 15-ЗРК «Об установлении границ муниципальных образований и статусе муниципальных образований в Республике Крым».